# Commandant Delage
Le Commandant Delage est un aviso de la classe Élan de la Marine nationale. Son indicatif visuel était A12 puis F741 après la guerre.

## Service actif
Il est lancé le 25 février 1939 et entre en service en décembre 1939. Il participe à l’évacuation de Dunkerque en mai 1940 sous le commandement du capitaine de corvette André Froget. Il appartient à la marine de Vichy à partir de juin 1940 et basé au Maroc. Capturé par les Alliés pendant l’invasion de l’Afrique du Nord en novembre 1942, il rejoint les Forces navales françaises libres le 1er décembre 1942. Il est retiré du service le 18 octobre 1960.